# Michael O'Kennedy
Michael O'Kennedy   (Nenagh, 21 de febrer de 1936 - Dublín, 15 d'abril de 2022) (en irlandès: Micheál Ó Cinnéide) fou un polític irlandès que fou diverses vegades ministre al seu país així com membre de la Comissió Europea entre 1981 i 1982.

## Biografia
Va néixer el 21 de febrer de 1936 a la població de Nenagh, situada al comtat de Tipperary.

## Activitat política
Membre del partit conservador Fianna Fáil (FF), en les eleccions legislatives de l'any 1965 va esdevenir senador del Seanad Éireann, escó que va mantenir fins al 1969. Posteriorment fou escollit diputat al Dáil Éireann en les legislatives de 1969 per la circumscripció de Tipperary North, escó que va mantenir fins al gener de 1981. El 1970 fou nomenat secretari del Ministeri d'Educació i el 1972 Ministre sense Cartera en el govern de Jack Lynch, esdevenint Ministre de Transport i Energia entre gener i març de 1973.
El 1977 el seu partit tornà al poder, sent nomenat successivament Ministre d'Afers Exteriors, Finances i Serveis Públics en el nou govern de Lynch. El desembre de 1980 abandonà la política nacional per ser nomenat membre de la Comissió Thorn, en la qual va esdevenir Comissari Europeu de Personal, Administració i Oficina Estadística.
El febrer de 1982 renuncià al seu càrrec europeu, sent substituït per Richard Burke, per postular-se com a candidat del seu partit a les eleccions legislatives, liderat però que guanyà Charles Haughey. En les eleccions legislatives de 1982 fou escollit novament diputat al Parlament, escó que no abandonà fins al 1992. L'any 1987 fou nomenat Ministre d'Agricultura i Alimentació per part del Taoiseach Charles Haughey, i el 1991 Ministre de Treball. Al perdre el seu escó en les eleccions de 1992 fou novament nomenat senador, sent reescollit diputat l'any 1997 al Parlament. El 2002 fou el candidat del seu partit a la presidència del país, obtenint tan sols 21 vots d'un total de 112. Després d'aquesta derrota abandonà aquell any el seu escó al Parlament i la política activa.